# Língua kabwa
Kabwa (Ekikabwa) é uma língua bantu do norte da Tanzânia.
De acordo com a declaração de ortografia Kabwa publicada pela SIL, O kabwa era falado por aproximadamente 8.500 pessoas em 2007. O kabwa é descrito na declaração ortográfica como uma língua distinta, embora semelhante ao sweta e ao kiroba (ver Kurua e Suba-Simbiti). Não possui dialetos..

## Escrita
| a | bh | ch | d | e | f | g | h | i | j | k | m | n | ng’ | ny | o | p | r | s | sh | t | u | w | y |

Os tons geralmente não são marcados em Kabwa, exceto em certos casos - o tom alto pode ser marcado com um acento agudo (á).

## Amostras de texto
Zamani hapo alikuwepo mtu mmoja. Omuntu uyo yaaringa arimiri amasoori gaaye mwitema. Kira hanu yaagyanga-yo aranyoora gariirwe. Aragya, aranyoora gariiwe. Akabha areebhuurya, "Kinu kirandiira amasoori gaani niki?" 
Português
Há muito tempo ele estava lá sozinho. Ele cultivava milho em sua fazenda. Toda vez que ele ia lá, ele descobria que ele tinha sido comido. Ele ia e o encontrava comido. E ele se perguntava: "O que está comendo meu milho??" 

Pai Nosso - Lucas 11:
2.	Yeesu akabhakeerya ega, “Hanú muraabhenga murasabha Waryubha, mugambe ega, ‘Taata [weetu owa murwire], eriina ryaho rigungibhwe, obhukama bhwaho bhuuje, [obhwendi bhwaho bhukoreke, mukyaro hanu, kya ego murwire eyo].
3.	Otuhaane ebhyakurya bhya kira orusiku.
4.	Otwabhire obhusarya bhwetu, kya ego na bheetu turabhaabhira bhanú bharatusarirya. Otakaatutiga tusohe mumasakyo, [nawe, otutuurye na omusarya urya Erisambwa]. 
Português
- 2. E disse-lhes: Quando orardes, dizei: Pai nosso, que estás nos céus, santificado seja o teu nome; venha o teu reino; seja feita a tua vontade, assim na terra como no céu.

- 3. O pão nosso de cada dia nos dá hoje.

- 4. E perdoa-nos os nossos pecados, pois também nós perdoamos a todo aquele que nos deve. E não nos deixes cair em tentação; mas livra-nos do mal. [4]